# 에드바르 모세르
에드바르 모세르(Edvard Moser, 1962년 4월 27일 ~ )는 노르웨이의 신경과학자이자 심리학자이다. 2014년, 노벨 생리학·의학상을 존 오키프와 아내인 마이브리트 모세르와 공동 수상했다.